# أمين الباشا
أمين الباشا (1932 - 2019) هو فنان تشكيلي لبناني، من مواليد مدينة رأس النبع في بيروت، درس وتخرج من الأكاديمية للبنانية للفنون الجميلة في عام 1957، سافر الى فرنسا للدراسة في المدرسة العليا للفنون الجميلة في باريس عام 1958، وعند وجوده في باريس شارك في بينالي باريس عام 1959، تأثر الباشا في بداية حياته الفنية بمعلمه الهنغاري الذي درسه بالأكاديمية اللبنانية للفنون، ولكن كان تأثره الأكبر بالفنان الألماني بول كلي والفنان الفرنسي بول سيزان، حيث تعرف من خلال متاحف باريس على الفنون المختلفة والحضارات المتنوعة، وأيقن أن الرسم هو اختياره الأهم في الحياة، وكان كثير التنقل بين بيروت وباريس حتى وفاته عام 2019، حيث عرضت أعماله في المتاحف والصالونات وصالات العرض في لبنان وفرنسا وإيطاليا وبريطانيا وإسبانيا والكويت والأردن وغيرها.

## الجوائز
- حاصل على جائزة السفارة الفرنسية - بيروت عام 1958.
- حاصل على جائزة وزارة التربية الوطنية اللبنانية عام 1959.
- حائز على الميدالية الذهبية لجائزة روما عام 1976.[3]
- حائز على الجائزة الذهبية للمدينة الخالدة في إيطاليا العام 1976.[4]

## مناصب وعضوية
- أستاذ في معهد الفنون الجميلة بالجامعة اللبنانية.
- أستاذ في الأكاديمية اللبنانية للفنون الجميلة.
- عضو في جمعية الفنانين اللبنانيين للرسم والنحت.[5]
- عضو في الجمعية الدولية للفنانين المحترفين.

## مؤلفاته
- المخطوطات التشكيلية لأمين الباشا، صدر عام 1993.
- بيروت: رسومات ومائيات أمين الباشا 1953-2009، دار نلسن، بيروت، 2010.[4]

مجاميع قصصية
- دقات الساعة" (2010).
- شمس الليل" (2012).
- زهراء الأندلس" (2014).

مسرحيات
- المنتحر عام 2009.
- أليس: مسرحية من سبعة مشاهد عام 2012.[6]